# 南希索湖
在托爾金奇幻小說的中土大陸裡，南希索湖（Nen Hithoel）是一虛構湖泊。

## 地理
南希索湖位於安都因河上，在洛汗東部的艾明莫爾（Emyn Muil）內。南希索湖由南至北約二十哩長，十哩闊，湖的北部是安都因河流入的地方，在羅曼達希爾二世（Rómendacil II）統治時期，剛鐸的人類在那裡建造了巨大的亞苟那斯（Argonath）雕像，標示著剛鐸的北部邊界，但到魔戒聖戰時期，剛鐸的邊界已大為倒退。南希索湖的南端聳立著三座山峰：阿蒙漢，山頂王座座落的位置；阿蒙漢東面的阿蒙羅（Amon Lhaw）；托爾布蘭達（Tol Brandir）則是位於湖上的島嶼。受南希索湖南部強勁的水流影響，沒有人能夠在島上立足，河水在這裡經拉洛斯瀑布（Rauros）流出南希索湖。
魔戒遠征隊在第三紀元3019年2月25日抵達南希索湖，他們在接近阿蒙漢的帕斯加蘭紮營。不久後，魔戒遠征隊解散，波羅莫戰死。佛羅多及山姆乘小船到東岸，梅里及皮聘被半獸人擄走。將波羅莫的遺體放在小船上送走後，勒苟拉斯、亞拉岡及金靂追隨著半獸人的足跡，營救被擄的哈比人:74。